# Efraín Girón
Efraín Girón Díaz, né le 15 décembre 1940 à Maracay (Venezuela), mort à Maracay le 22 juillet 2011, est un ancien matador vénézuélien.
Efraín Girón est né dans une famille de douze frères et sœurs, parmi lesquels, cinq (Efraín, César, Curro, Rafael et Freddy), furent matadors. Il a toujours souffert de la comparaison avec ses frères Curro et surtout César, considéré comme l’un des meilleurs matadors de son époque.

## Carrière
- Débuts en novillada avec picadors : 19 juillet 1959 à Valladolid (Espagne), aux côtés de Manuel Villalba et Antonio de Jesús.
- Présentation à Madrid : 31 mai 1962 aux côtés de Antonio Ortega « Orteguita » et Baldomero Martín « Terremoto ». Novillos de la ganadería de María Cruz Gomendio.
- Alternative : Barcelone (Espagne) le 27 juin 1963. Parrain, César Girón ; témoins, Fermín Murillo et Luis Segura. Taureaux des ganaderías de Emilio Ortuño (6) et du comte de Ruiseñada (2).
- Confirmation d’alternative à Madrid : 12 avril 1964. Parrain, « Miguelín » ; témoin, « Limeño ». Taureaux de la ganadería de Manuel d´Assunçao Coimbra.